# Ivanhorod
Ivanhorod eller Ivangorod (ukrainska: Іванго́род, ryska: Ивангород, polska: Iwangród) är en by i Tjerkasy oblast i centrala Ukraina.
I Ivanhorod har man gjort arkeologiska fynd från Tripoljekulturen. Under senmedeltiden inlemmades Ivanhorod i Storfurstendömet Litauen. Därefter blev orten en del av Polsk-litauiska samväldet. Efter Polens andra delning 1793 tillföll Ivanhorod Kejsardömet Ryssland.

## Ett berömt fotografi

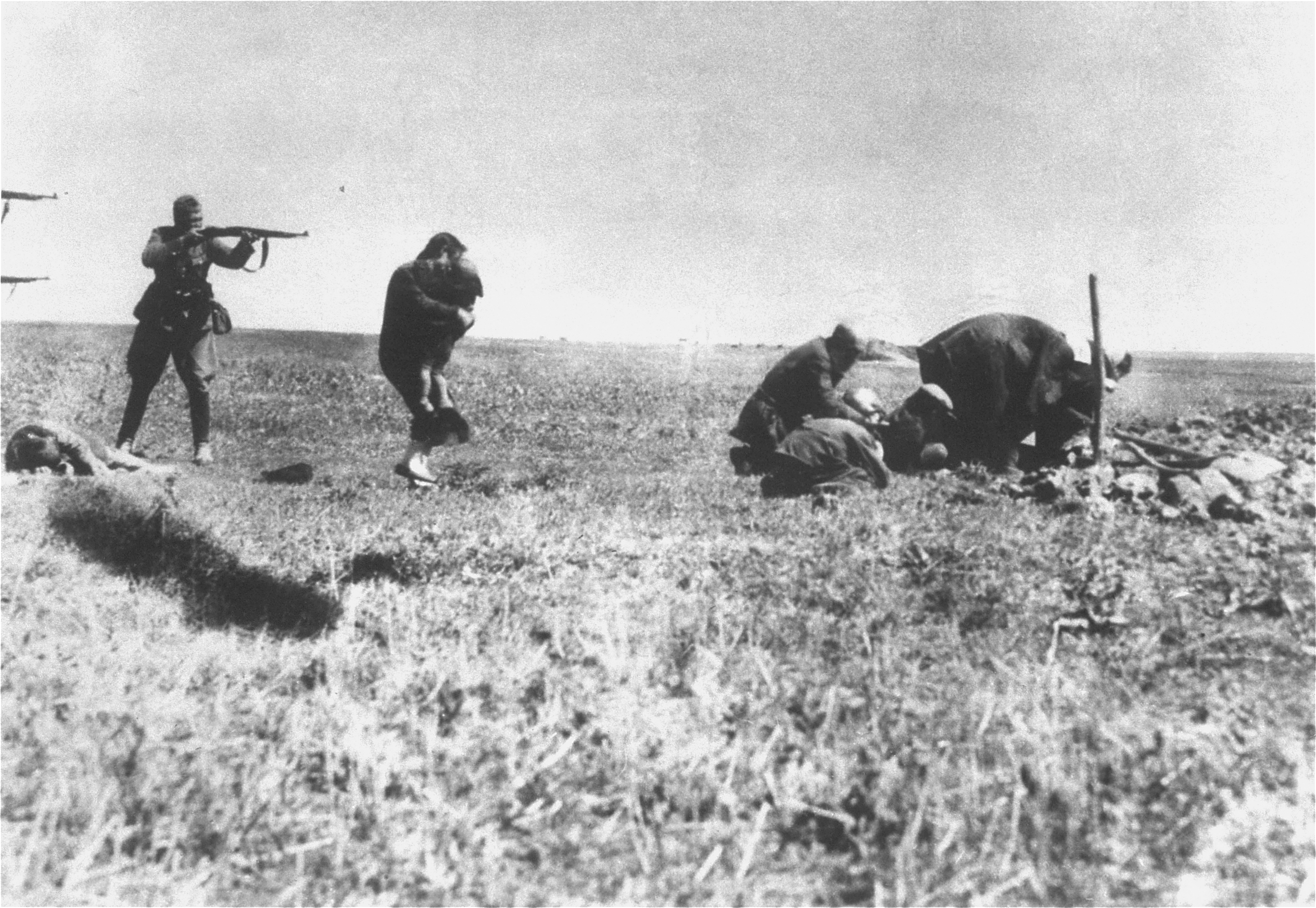

Ett fotografi, som visar hur en soldat siktar på en kvinna med ett barn, sändes under andra världskriget från östfronten. Försändelsen fångades upp av polska motståndskämpar i Warszawa och överlämnades till Jerzy Tomaszewski som dokumenterade nazistiska krigsförbrytelser för polska exilregeringens räkning. På fotografiets baksida stod det: "Ukraine 1942 – Judenaktion in Iwangorod" ("Ukraina 1942 – Judeaktion i Ivanhorod"). 